# خلاصةالاشعار و زبدةالافکار
خلاصةالاشعار و زبدةالافکار (گزیدهٔ سروده‌ها و گلچین اندیشه‌ها) تذکره‌ای به زبان فارسی است که توسط تقی‌الدین محمدبن شرف‌الدین علی حسینی کاشانی نگاشته شده‌است. نگارش این اثر توسط او ۴۰ سال به طول انجامید.